# Penoyre House
Penoyre House, Battle, Powys, Pays de Galles est une maison de campagne du XIXe siècle. Conçue par Anthony Salvin pour le colonel John Lloyd Vaughan Watkins, elle est construite entre 1846 et 1848. De style italianisant, elle est décrite par Mark Girouard comme « la maison classique la plus ambitieuse de Salvin » . Le coût énorme de la maison a failli mettre la famille en faillite et elle n'est vendue que 3 ans après la mort du colonel Watkins. À partir de 1947, la maison est à usage institutionnel et transformée en appartements au début du XXIe siècle. Le bâtiment est classé Grade II* .

## Histoire
John Lloyd Vaughan Watkins (1802-1865) est un homme politique libéral gallois du XIXe siècle qui siège au Parlement pour Brecon  et est Haut Shérif de Brecknockshire et Lord-lieutenant du Brecknockshire . Watkins hérite d'une maison de la fin du XVIIIe siècle de son père, le révérend Thomas Watkins  et engage Salvin pour entreprendre une reconstruction complète de 1846 à 1848 . Le coût de la maison seule est de plus de 33 000 £  et Allibone rapporte que Watkins est obligé de « la fermer et de vivre à bon marché dans un hôtel local » . Trois ans seulement après sa mort en 1865, la maison est vendue. Propriété privée de 1868 à 1947 , la maison sert ensuite d'école, de club-house à un club de golf, de maison de repos, d'hôtel et de centre de rééducation . Au début du XXIe siècle, la maison est transformée en appartements .

## Architecture
La maison est conçue dans un style à l'italienne, faisant écho au Trentham Park de Charles Barry  et à l'Osborne House de Thomas Cubitt . Girouard l'appelle "la maison classique la plus ambitieuse de Salvin" . Elle a un bloc principal de trois étages  une tour d'entrée "colossale"  avec un sommet en belvédère  et une aile de véranda en équilibre qui a un toit en dôme de verre, bien que cela ait été remplacé en 1899 .